# László Harkányi
László Harkányi (ur. 28 kwietnia 1945 w Dombóvárze, zm. 15 września 2014) – węgierski kierowca wyścigowy i rajdowy.

## Biografia
Urodził się jako trzecie, najmłodsze dziecko rodziny przemysłowców, której podczas nacjonalizacji odebrano sklep Heckmann. Ukończył szkołę średnią w Várpalocie. W latach 70. rozpoczął karierę sportową. Rywalizował Ładą w węgierskich rajdach, zajmując m.in. drugie miejsce w Rajdzie Volán w 1977 roku. Uczestniczył również w rajdowym Pucharze Pokoju i Przyjaźni. Następnie rywalizował w wyścigowych mistrzostwach Węgier. W 1984 roku zajął Ładą trzecie miejsce w klasie BBK/16. Rok później zajął trzecie miejsce w klasie BBK/18, a także NSU Spiderem w grupie C. Rok później ponownie zajął trzecie miejsce w grupie C. Następnie startował samochodem Formuły Easter, zostając wicemistrzem Węgier w 1989 roku. Jednocześnie w 1989 roku wystartował w wyścigowym Pucharze Pokoju i Przyjaźni, zajmując 21. miejsce w klasyfikacji końcowej pucharu. 
W 1997 roku zadebiutował w Węgierskiej Formule 1600, zajmując trzecie miejsce w klasyfikacji generalnej. W sezonie 1998 był wicemistrzem, zaś w roku 1999 wygrał cztery wyścigi i zdobył mistrzostwo. W sezonie 2000 ponownie był wicemistrzem.
Był ojcem kierowcy wyścigowego, Zsolta. Prowadził warsztat i komis samochodowy w Dombóvárze. Założył również firmę For Life z bazą w Peczu, która prowadziła usługi pogotowia lotniczego. Utworzył także bazę ratunkową w Balatonlelle. W czerwcu 2014 roku zdiagnozowano u niego raka trzustki. Zmarł we wrześniu 2014 roku.

## Wyniki
| Legenda oznaczeń w tabelach wyników Wyświetl szablon na nowej stronie | Legenda oznaczeń w tabelach wyników Wyświetl szablon na nowej stronie                                                                     |
| Oznaczenie                                                            | Wyjaśnienie |
| --------------------------------------------------------------------- | --- |
| Złoty                                                                 | Zwycięzca lub mistrzostwo |
| Srebrny                                                               | 2. miejsce lub wicemistrzostwo |
| Brązowy                                                               | 3. miejsce lub II wicemistrzostwo |
| Zielony                                                               | Ukończył, punktował (w klasyfikacji generalnej, gdy zdobył co najmniej jeden punkt na przestrzeni sezonu, poza trzema powyższymi opcjami) |
| Niebieski                                                             | Ukończył, nie punktował (w klasyfikacji generalnej, gdy nie zdobył co najmniej jednego punktu na przestrzeni sezonu)                      |
| Czerwony                                                              | Nie zakwalifikował się (NZ) |
| Czerwony                                                              | Nie prekwalifikował się (NPK) |
| Różowy                                                                | Nie ukończył (NU) |
| Różowy                                                                | Niesklasyfikowany (NS) (w klasyfikacji generalnej, gdy nie został sklasyfikowany w żadnym wyścigu sezonu)                                 |
| Czarny                                                                | Zdyskwalifikowany (DK) |
| Czarny                                                                | Wykluczony (WYK/EX) |
| Biały                                                                 | Nie wystartował (NW) |
| Biały                                                                 | Kontuzjowany (K/INJ) |
| Biały                                                                 | Wyścig odwołany (OD/C) |
| Bez koloru                                                            | Został wycofany (WYC/WD) |
| Bez koloru                                                            | Nie przybył (NP/DNA) |
| Bez koloru                                                            | Nie brał udziału w treningach (NT/DNP) |
| Bez koloru                                                            | Nie został zgłoszony (–) |
| Pogrubienie                                                           | Start z pole position |
| Kursywa                                                               | Najszybsze okrążenie wyścigu |
| †                                                                     | Nie ukończył, ale jego rezultat został zaliczony ze względu na przejechanie więcej niż 90% dystansu wyścigu.                              |
| *                                                                     | Sezon w trakcie |
| 1/2/3                                                                 | Punktowana pozycja w sprincie kwalifikacyjnym                                                                                             |
| Lista systemów punktacji Formuły 1                                    | |

### Puchar Pokoju i Przyjaźni
| Rok  | Samochód | Silnik | Wyniki w poszczególnych eliminacjach | Wyniki w poszczególnych eliminacjach | Wyniki w poszczególnych eliminacjach | Wyniki w poszczególnych eliminacjach | Pkt. | Msc. |
| ---- | -------- | ------ | ------------------------------------ | ------------------------------------ | ------------------------------------ | ------------------------------------ | ---- | ---- |
| 1989 |          |        | Polska                               |                                      |                                      |                                      | 37   | 21   |
| 1989 | MTX 1-06 | Łada   | -                                    | 8                                    | NU                                   | 7                                    | 37   | 21   |

### Polska Formuła Easter
| Rok  | Zespół         | Samochód | Silnik | Wyniki w poszczególnych eliminacjach | Wyniki w poszczególnych eliminacjach | Wyniki w poszczególnych eliminacjach | Wyniki w poszczególnych eliminacjach | Wyniki w poszczególnych eliminacjach | Pkt. | Msc. |
| ---- | -------------- | -------- | ------ | ------------------------------------ | ------------------------------------ | ------------------------------------ | ------------------------------------ | ------------------------------------ | ---- | ---- |
| 1988 |                |          |        | Polska                               | Polska                               | Polska                               | Polska                               | Polska                               | 40   | 9    |
| 1988 | Formula Racing | MTX 1-06 | Łada   | -                                    | -                                    | -                                    | -                                    | 6                                    | 40   | 9    |

### Węgierska Formuła 2000
| Rok  | Zespół         | Samochód | Silnik | Wyniki w poszczególnych eliminacjach | Wyniki w poszczególnych eliminacjach | Wyniki w poszczególnych eliminacjach | Wyniki w poszczególnych eliminacjach | Wyniki w poszczególnych eliminacjach | Wyniki w poszczególnych eliminacjach | Wyniki w poszczególnych eliminacjach | Wyniki w poszczególnych eliminacjach | Wyniki w poszczególnych eliminacjach | Wyniki w poszczególnych eliminacjach | Pkt. | Msc. |
| ---- | -------------- | -------- | ------ | ------------------------------------ | ------------------------------------ | ------------------------------------ | ------------------------------------ | ------------------------------------ | ------------------------------------ | ------------------------------------ | ------------------------------------ | ------------------------------------ | ------------------------------------ | ---- | ---- |
| 2003 |                |          |        | Węgry                                | Węgry                                | Węgry                                | Węgry                                | Węgry                                | Węgry                                | Węgry                                | Węgry                                | Węgry                                | Węgry                                | 3    | NS   |
| 2003 | VOLÁN Autós SC | MTX 1-06 | Łada   | 6                                    | 5                                    | -                                    | -                                    | -                                    | -                                    | -                                    | -                                    | -                                    | -                                    | 3    | NS   |